# Gia tộc Kennedy

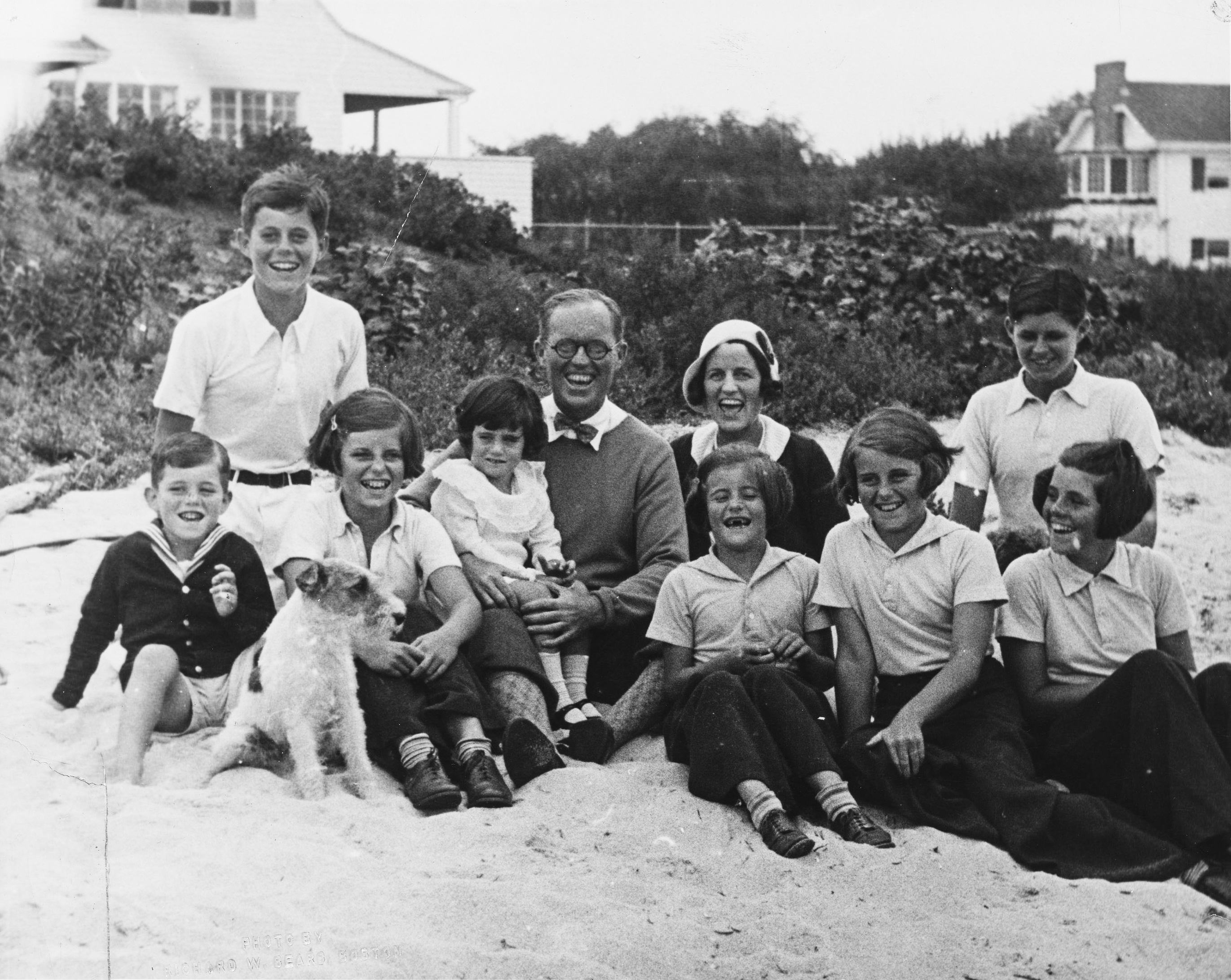
Gia tộc Kennedy, năm 1931 tại Gia trang Kennedy, Hyannis Port, Massachusetts, (John F. Kennedy, thứ hai từ trái sang).

Gia tộc Kennedy là một trong những dòng tộc danh giá nhất trong chính trường và chính phủ Hoa Kỳ.
Gia tộc này bắt nguồn từ cuộc hôn nhân giữa Joseph P. và Rose Fitzgerald Kennedy. Gia tộc có ảnh hưởng nổi trội trong Đảng Dân chủ này vẫn được biết tiếng vì khuynh hướng tự do trong các vấn đề chính trị. Có lẽ nhân vật mang họ Kennedy nổi tiếng nhất là cố Tổng thống Hợp chúng quốc Hoa Kỳ, John F. Kennedy.
Người ta vẫn thường so sánh gia tộc Kennedy với các gia tộc danh giá khác như, gia tộc Bush, gia tộc Taft, Gia tộc Adams và xem họ như là các gia tộc quyền thế nhất trong nền chính trị Hoa Kỳ. Cả ba dòng tộc này đều có gốc rễ lâu đời ở vùng New England, đông bắc nước Mỹ. Gia trang Kennedy (Kennedy Compound) toạ lạc tại Hyannis, tiểu bang Massachusetts.
Ngay từ đầu thập niên 1960 đã có một vài nhà bình luận tiên báo Tổng thống John F. Kennedy sẽ là nhà sáng lập một vương triều ngự trị tại Toà Bạch Ốc. Song lời tiên báo đã không thành hiện thực, và ý tưởng về một vương triều Kennedy đã rơi khỏi tầm chú ý của công luận sau khi Thượng nghị sĩ Robert F. Kennedy bị ám sát năm 1968 và Thượng nghị sĩ Edward Kennedy, năm 1969, dính líu vào một tai nạn xe hơi do điều khiển xe khi say rượu (gây ra cái chết của một phụ nữ ngồi trong xe). Tuy vậy, nhiều người trong gia tộc này vẫn tiếp tục nắm giữ những vị trí cao trong xã hội.
Gia tộc Kennedy có một lịch sử lâu dài được ghi dấu bởi những cái chết oan khiên và thảm khốc. Ba người đàn ông trong gia đình Thượng nghị sĩ Robert F. Kennedy đều đối diện với những cái chết bất thường; sau cái chết của người cha vì bị ám sát năm 1968, con trai của Robert, David A. Kennedy năm 1984 chết vì dùng Demerol và cocaine quá liều; đến năm 1997, Michael Kennedy, một người con trai khác của Robert, thiệt mạng trong một tai nạn trượt tuyết. Ba mươi sáu năm sau vụ ám sát gây chấn động thế giới cướp mạng sống tổng thống thứ 35 của Hoa Kỳ, John F. Kennedy, con trai duy nhất của ông, John F. Kennedy, Jr. cũng mất mạng trong một vụ tai nạn máy bay ở tuổi 38.
Trước đó, em gái của vị tổng thống quá cố, Kathleen, thiệt mạng trong một tai nạn máy bay, và anh trai của ông, Joe, hi sinh trong một phi vụ chiến đấu tại Âu châu trong Chiến tranh thế giới thứ hai.

## Thế hệ thứ nhất
"Tộc trưởng" Patrick J. Kennedy (1858-1929) kết hôn với Mary Augusta Hickey. Patrick hoạt động chính trị và có quan hệ với Đảng Dân chủ tại địa phương.

## Thế hệ thứ hai
Năm 1914, con trai của Patrick, Joseph P. Kennedy Sr., (1888-1969), kết hôn với Rose Fitgerald (1890-1995), con gái của Thị trưởng thành phố Boston John F. Fitgerald. Joe Sr. đảm nhiệm chức vụ Đại sứ Hoa Kỳ tại Anh quốc trong những năm trước khi xảy ra Chiến tranh thế giới thứ hai.

## Thế hệ thứ ba

John, Robert, và Edward Kennedy

Rose và Joe Sr. sinh chín người con:
- Joseph Patrick Kennedy Jr. (1915-1944), tử nạn khi thực hiện một phi vụ oanh tạc lúc bay qua eo biển Manche trong thế chiến thứ hai. Joseph còn độc thân và không có con dù đã có những mối quan hệ lãng mạn với Edith Bouvier Beale, chị em họ với cô em dâu tương lai của Joseph, Jacqueline Lee Bouvier, cũng như với Katharine Mortimer. (Về sau, Katharine đã bác bỏ việc có quan hệ với Joe Jr., cho rằng gia đình của Joe Jr. quá ồn ào để cô có thể suy tính việc hôn nhân với Joe).
- John Fitzgerald Kennedy (1917-1963), hạ nghị sĩ, thượng nghị sĩ Quốc hội Hoa Kỳ, sau đó là tổng thống, cuối cùng bị ám sát. Ông kết hôn với một phụ nữ nổi tiếng của thành phố New York, Jacqueline Lee Bouvier, có bốn con, một chết lưu thai, một chết ngay khi vừa chào đời, hai người còn lại sống đến tuổi trưởng thành.
- Rosemary Kennedy (1918-2005), mắc chứng khó đọc (dyslexic) và tổn thương não khi mới sinh, sau khi chịu giải phẫu thùy não, Rosemary trở nên ngây ngô và không thể tự chăm sóc. Bà sống trong một viện điều dưỡng ở tiểu bang Wisconsin cho đến khi qua đời ngày 7 tháng 1 năm 2005.
- Kathleen Agnes Kennedy (1920-1948), có biệt danh Kick, Kathleen kết hôn với một tín hữu Kháng Cách (Protestant), con trai và là người thừa kế của Công tước xứ Devonshire, mặc cho sự chống đối dữ dội của bà mẹ vì lý do bất đồng tín ngưỡng. Sau khi chồng bà, Hầu tước xứ Hartington, hi sinh trong Chiến tranh thế giới thứ hai, Kathleen thiệt mạng trong một tai nạn máy bay cùng với người tình, một bá tước người Anh.
- Eunice Mary Kennedy (1921-2009), được biết đến như là nhà sáng lập Special Olympics, một tổ chức được thành lập nhằm tôn vinh người chị Rosemary. Eunice kết hôn với Robert Sargent Shriver Jr., gia đình này có hai con. Năm 1972 Shriver ra tranh cử phó tổng thống.
- Patricia Kennedy (1924-2006), kết hôn với diễn viên Peter Lawford, có bốn con.
- Robert Francis Kennedy (1925-1968), bộ trưởng tư pháp Hoa Kỳ trong chính phủ của anh ông, về sau trở thành thượng nghị sĩ liên bang đại diện cho New York, bị ám sát khi vận động tranh cử tổng thống năm 1968. Robert lập gia đình với Ethel S. Skakel và có 11 người con.
- Jean Ann Kennedy Smith (sinh năm 1928), kết hôn với Stephen Edward Smith, có hai con trai và nhận nuôi hai con gái. Về sau bà được bổ nhiệm làm đại sứ Hoa Kỳ tại Ái Nhĩ Lan.
- Edward Moore Kennedy (1932-2009), còn gọi là "Teddy" hay "Ted", giữ chức thượng nghị sĩ tiểu bang Massachusetts tại Quốc hội Hoa Kỳ từ năm 1962 cho đến khi chết năm 2009. Ông kết hôn hai lần, có hai con trong cuộc hôn nhân đầu và hai con trong lần thứ hai.

## Thế hệ thứ tư
- Joseph Patrick Kennedy Jr., không có con.
- John F. Kennedy và Jacqueline Lee Bouvier có ba con:

1. Caroline Bouvier Kennedy (sinh năm 1957) - luật sư, đại sứ Hoa Kỳ tại Nhật Bản, đồng sáng lập Giải thưởng Gương can đảm (Profiles in Courage Award), chủ tịch tổ chức Thư viện Kennedy, và chủ tịch Nhà hát Balê Mỹ (American Ballet Theatre).
2. John Fitzgerald Kennedy, Jr. (1960-1999), luật sư, nhà xuất bản tạp chí George, thiệt mạng trong một vụ tai nạn máy bay vào ngày 16 tháng 7 năm 1999.
3. Patrick Bouvier Kennedy, sinh non và chết vì hội chứng khó thở hai ngày sau khi ra đời.

- Rosemary Kennedy, không có con.
- Kathleen Kennedy và William John Robert Cavendish, Hầu tước xứ Hartington, không có con.
- Eunice Kennedy và Sargent Shriver, có năm con.

1. Robert Sargent Shriver III (sinh năm 1954), luật sư (attorney) và giáo sư luật tại Đại học Pace. Hiện nay là nghị viên hội đồng thành phố Santa Monica, được biết đến với những hoạt động pháp lý giúp ngăn chặn tình trạng ô nhiễm nước, chủ yếu là tại New York.
2. Maria Owings Shriver (sinh năm 1955), người dẫn chương trình truyền hình và Phu nhân thống đốc tiểu bang California (kết hôn với diễn viên điện ảnh phim hành động Arnold Schwarzenegger, đảng viên Cộng hoà, cựu Thống đốc bang California).
3. Timothy Perry Shriver (sinh năm 1959), chủ tịch Ủy ban Olympic.
4. Mark Kennedy Shriver (sinh năm 1964), nghị sĩ viện lập pháp tiểu bang Maryland trong hai nhiệm kỳ liên tiếp.
5. Anthony Paul Kennedy Shriver (sinh năm 1965), hoạt động tích cực nhằm giúp đỡ những người mắc bệnh trì độn.

- Patricia Kennedy và Peter Lawford có bốn con:

1. Christopher Kennedy Lawford
2. Sydney Maleia Lawford
3. Victoria Francis Lawford
4. Robin Elizabeth Lawford

- Robert Francis Kennedy và Ethel Skakel có 11 người con:

1. Kathleen Hartington Kennedy, Từng là Phó thống đốc tiểu bang Maryland. Năm 2002, thất bại khi tranh cử chức vụ thống đốc bang Maryland.
2. Joseph Patrick Kennedy II, từng là dân biểu Quốc hội Hoa Kỳ đại diện cho tiểu bang Massachusetts.
3. Robert Francis Kennedy, Jr., nhà môi trường học và là một nhà bình luận chính trị.
4. David Anthony Kennedy
5. Mary Courtney Kennedy
6. Michael LeMoyne Kennedy
7. Mary Kerry Kennedy
8. Christopher George Kennedy
9. Matthew Maxwell Taylor Kennedy
10. Douglas Harriman Kennedy
11. Rory Elizabeth Katherine Kennedy

- Jean Ann Kennedy và Stephen Eward Smith có bốn con:

1. Stephen Edward Smith, Jr.
2. William Kennedy
3. Amanda Mary Smith
4. Kym Maria Smith

- Edward Moore Kennedy và Virginia Joan Bennet có ba con:

1. Kara Anne Kennedy
2. Edward Moore Kennedy, Jr.
3. Patrick Joseph Kennedy, hiện là dân biểu Quốc hội Hoa Kỳ đại diện tiểu bang Rhode Island.